# Марита Ланге
Марита Ланге (Хале, 22. јун 1943) је бивша источнонемачка атлетичарка специјалиста за бацање кугле, репрезентативка Источне Немачке од 1966, освајач сребрне медаље на Летњим олимпијским играма 1968. у Мексику.
Марита Ланге је припадала светском врху бацачица кугле у другој половини 60-их година XX века и почетком наредне деценије. Њен први међународни успех је постигнут током Европског првенства на отвореном 1966. у Будимпешти, када је освојила бронзану медаљу иза совјетске бацачице Надежде Чижове и њене земљакиње Маргите Гумел. На Европским играма у дворани 1968. у Мадриду је освојила бронзану медаљу, поново иза Чижове и Гумелове.
Свој највећи успех доживила је на Олимпијским играма 1968., где је освојила сребрну медаљу иза Маргите Гумел, а испред Надежде Чижове. На Европским играма у дворани 1969. у Београду, у одсуству своја два велика ривала освојила је злато. Али, на Европском првенству у Атини 1969. поредак је био исти као и 1966. Чижова, Гумел, Ланге. У 1970. на Европском првенству у дворани у Бечу, Лангеова је опет бронзана.
Европско првенство у Хелсинкију 1971 завршава другопласирана иза Чижове, а испред Гумелове. Поново учествује на Олимпијским играма у Минхену 1972., али овај пут је шеста, као и на Европском првенству у Риму 1974..
Ланге је била првак ДДР у бацању кугле 1970. и 1973., друга 1965., 1966., 1968., 1969., 1971. и 1974., трећа 1967 и 1972.
По завршетку своје спортске каријере, била је учитељица и радила је као директор Спортске федерације Источне Немачке. После укидања Источне Немачке, била је службеник Спортског савеза Саксонија-Анхалт за инвалидне спортисте, где је била и тренер спотиста у колицима на Параолимпијским играма 2004. у Сиднеју.